# Катерининський палац (Севастополь)

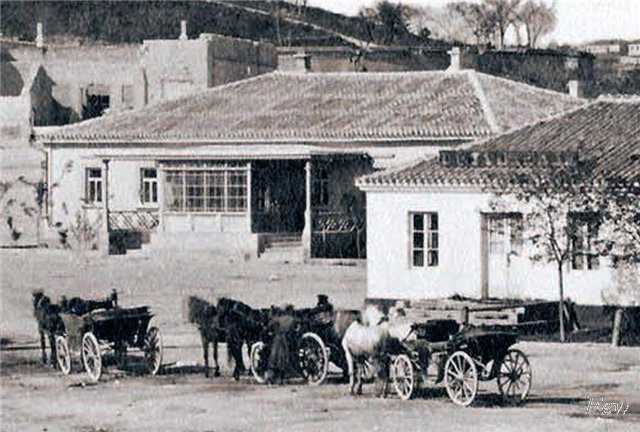
Катерининський палац

Будинок контр-адмірала Мекензі, або Катерининський палац — одна з перших побудованих в Севастополі кам'яних будівель. Розташовувалася на Катерининській площі (нині площа Нахімова).

## Історія палацу
Перший начальник Чорноморського флоту, контр-адмірал Мекензі, 1 червня 1783 року розпочав забудову Севастополя. Забудова відбувалася декількома непрофесійними будівельниками з Балаклави, але, незважаючи на нестачу будівельників та будівельних матеріалів, місто швидко розбудовувалося. 1 листопада 1783 року розпорядливий і енергійний адмірал святкував великим балом своє новосілля в побудованому для себе кам'яному будинку.
До приїзду в Севастополь Катерини II, в 1787 році, будинок, по велінню князя Потьомкіна, був перетворений на палац і облаштований усередині не лише з повним комфортом, але і з великою розкішшю: «стіни знизу до вікон», пише «севастопольський старожил» Андрій 3айончковський, — «були обкладені чистою столярною роботою з найкращого горіхового дерева, а вище вікна покриті малиновим і з інших кольорів штофом з багатими шовковими занавісками на вікнах; поли вистелені були темно-зеленим тонким сукном; кімнати усі мебльовані найкращими меблями, дзеркалами і люстрами».
У цьому палаці в перший день приїзду Катерини II їй були представлені штаб і обер-офіцери, а на іншій день їх дружини. Відтоді цей будинок став іменуватися Катерининським палацом.
Під час відвідин у 1818 році Севастополя імператор Олександр I, оглянувши палац, сказав адміралові Грейгу, що супроводжував його: «Будинок цей залишити назавжди в теперішньому вигляді».
У 1920-х роках будівлю було знесено.